# Trädgårdsmästare

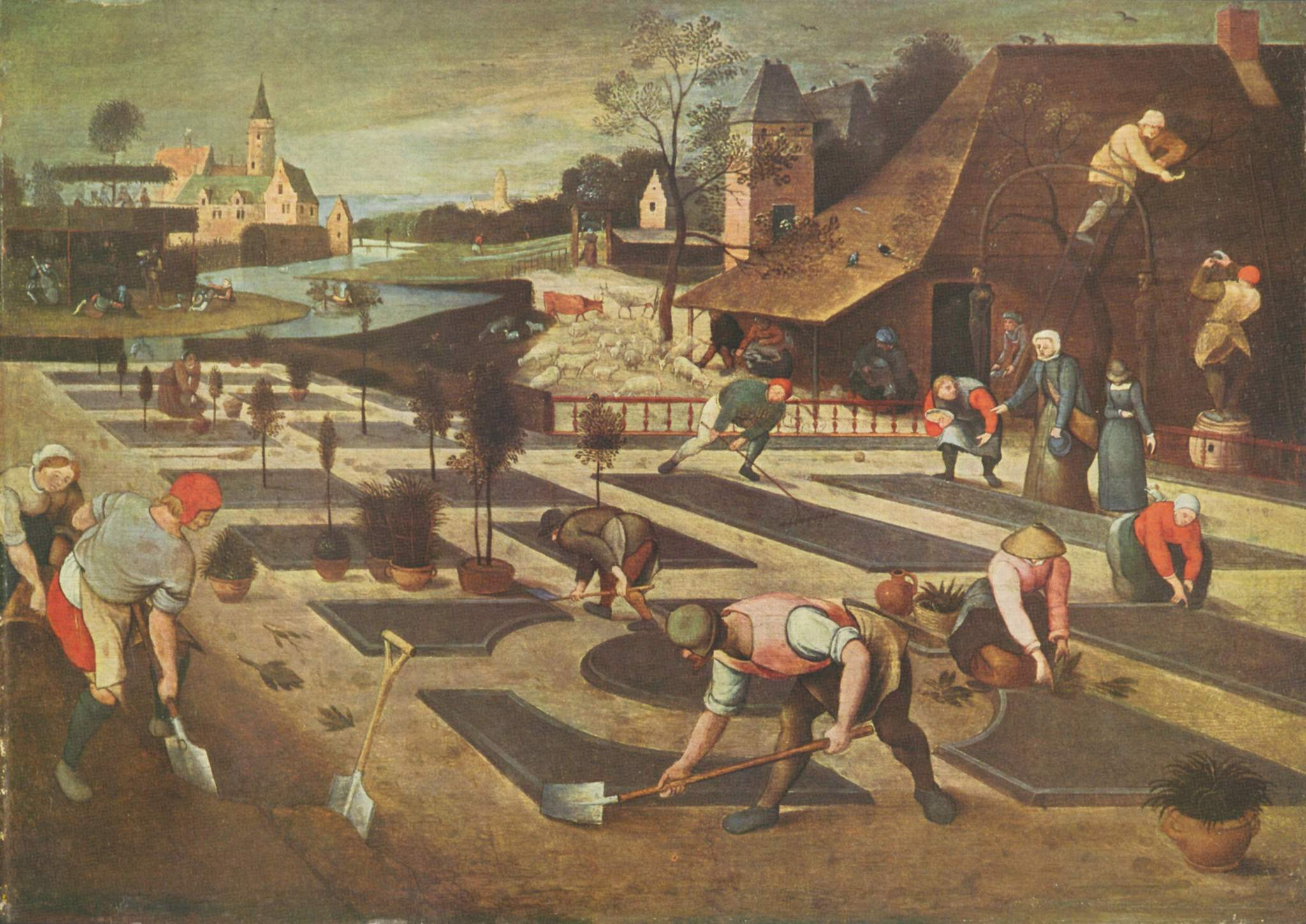
Trädgårdsmästare i arbete; Der Herbst av Abel Grimmer 1607.

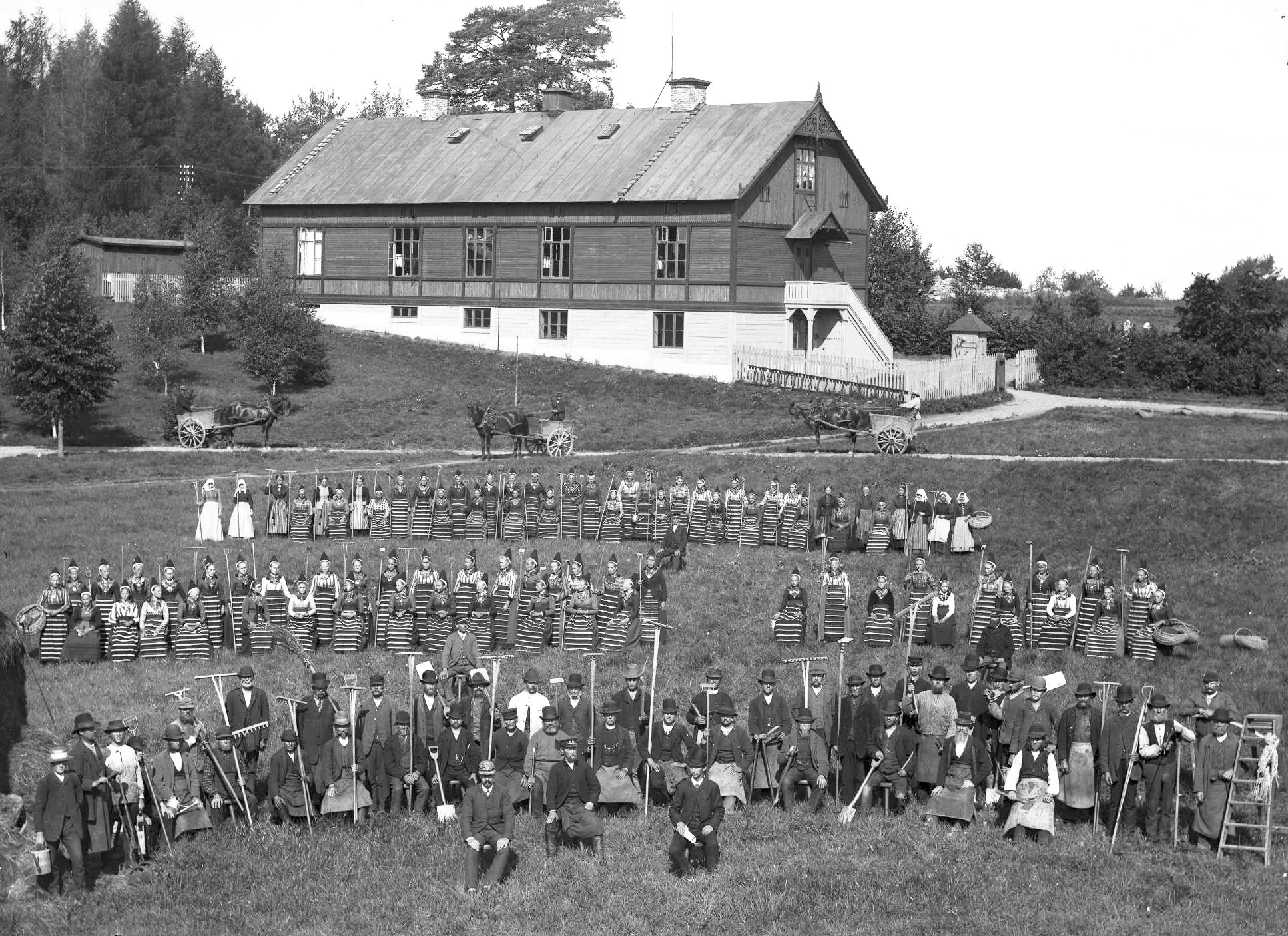
Kyrkogårdsnämndens trädgårdsarbetarkår på Norra begravningsplatsen i Stockholm, 1891.

 Trädgårdsmästare är verksamma med skötsel och odling av växter. Titeln har genom historien använts om både utbildade yrkesverksamma och intresserade amatörer.

## Stadsträdgårdsmästare
Stadsträdgårdsmästare är en titel som förekommer i vissa svenska städer. För Stockholms parker tillsatte Stockholms stad ämbetet 1869–1971 och återupprättade det i ny form 2009. Bland stadsträdgårdsmästarna återfinns bland andra Alfred Medin (innehade tjänsten 1869–1906) och Holger Blom (innehade tjänsten 1938–1971).

## Historia
Trädgårdsmästaryrket är belagt sedan 300-talet fvt. i Forntida Egypten där det omnämns i upprättade kontrakt. I antikens Rom var yrket så vanligt att trädgårdsmästarna kunde bilda egna gillen.

### I Sverige
Yrket är belagt i Sverige sedan 1300-talet genom Heliga Birgittas arbetsordning för Vadstena klosters nunnor publicerad omkring 1345. Under svensk medeltid var yrket av tillgängliga källor att döma i stor utsträckning kopplat till just klostren. Sedan medeltiden har titeln även en tydlig symbolisk betydelse genom den kristna traditionen. Gud och olika bibliska gestalter som Adam och Abraham har omnämnts i skrifter och tal som trädgårdsmästare. Faktiska trädgårdsmästare var därför mycket populära som dopfaddrar hos den svenska adeln under 1700-talet. Adelns anpassning till Europeiska ideal under 1500-talet ledde till en ökad efterfrågan på trädgårdsmästare som skulle skapa imponerande trädgårdar. Behovet av trädgårdar för avkoppling, festligheter och som rena uppvisningsobjekt kvarstod under 1600-talet. Genom den trädgårdsvurmande adelsmannen Magnus Gabriel De la Gardies ansträngningar lyckades man locka den välkände franske trädgårdsmästaren André Mollet till Drottning Kristinas hov 1648.
Johan Petterson (död 1405) vid Vadstena kloster var den förste namngivne trädgårdsskaparen i landet och en handfull trädgårdsmästare från 1500-talet är kända vid namn. Bevarade dokument från De la Gardies gods möjliggör tillsammans med kyrkböckerna att följa några svenska 1600-talsträdgårdsmästares förehavanden i större detalj. Under stormaktstiden var trädgårdsmästarna i regel kopplade till adeln, vars intresse för trädgårdar var fortsatt starkt under 1700-talet. Förutsättningarna förändrades dock när adelns ställning försvagades i samband med övergången till frihetstiden, följt av ett ökat intresse för naturvetenskap som även sammanföll med Carl von Linnés framsteg inom botaniken. Svenska trädgårdsgesäller fick möjlighet att fara på sponsrade utbildningsresor på kontinenten eller begav sig ut på arbetsvandringar i Europa på egen hand. Skrån för trädgårdsmästare uppstod i både Uppsala och Stockholm. Efter professor Peter Jonas Bergius död 1790 startades den första trädgårdsskolan vid Bergielund. Möjligheterna för trädgårdsmästarna förbättrades radikalt under 1800-talet och en uppsjö av nya plantskolor, trädgårdsskolor och handelsträdgårdar öppnades.